# 細葉黃鵪菜
细叶黄鹤菜（学名：[Youngia tenuifolia] 错误：{{Lang}}：文本有斜体标记（帮助））为菊科黄鹌菜属下的一个种。

## 扩展阅读
- 維基物種上的相關：细叶黄鹤菜